# Laura Poitras
Laura Poitras (Boston, Massachusetts, 1964) és una directora de documentals, productora i periodista estatunidenca. Resideix a Berlín.
Poitras ha rebut nombrosos premis per les seves obres. El seu documental de 2006, My Country, My Country, va ser nominat a un Oscar. També va guanyar el premi George Polk 2013 per la «informar sobre seguretat nacional» en relació amb les revelacions de la NSA. Els informes sobre la NSA de Poitras, Glenn Greenwald, Ewen MacAskill i Barton Gellman van contribuir al Premi Pulitzer per al Servei Públic 2014 atorgat conjuntament a The Guardian i The Washington Post.
Laura Poitras és becària MacArthur 2012, i una de les primeres impulsores de la Freedom of the Press Foundation. El febrer 2014 es va convertir, juntament amb Glenn Greenwald i Jeremy Scahill, en un dels editors fundadors de The Intercept.

## Biografia
Laura Poitras és la filla mitjana de Patricia "Pat" Poitras i James "Jim" Poitras, que el 2007 van donar 20 milions de dòlars per fundar el Centre Poitras per a la Recerca en Trastorns Afectius a l'Institut McGovern per a la Investigació Cerebral, part del Massachusetts Institute of Technology. Els seus pares mantenen una casa a Massachusetts, però viuen principalment a Orlando, Florida. Les seves germanes són Christine Poitras i Jennifer Poitras.

## Filmografia
- Exact Fantasy (1995)
- Flag Wars (2003)
- Oh Say Can You See... (2003)
- My Country, My Country (2006)
- The Oath (2010)
- Citizenfour (2014)

## Premis i nominacions
Premis
- 2015: Oscar al millor documental per Citizenfour
- 2015: BAFTA al millor documental per Citizenfour
- 2015: Premis Independent Spirit al millor documental per Citizenfour
- 2014: Premi de l'Associació Internacional de Documentals per Citizenfour
- 2010: Premi al millor documental al Festival de Sundance per The Oath

Nominacions
- 2010: Emmy de Notícies i Documentals al millor documental per The Oath
- 2007: Oscar al millor documental per My Country, My Country
- 1998: Emmy de Notícies i Documentals al millor documental per P.O.V